# وعلانانيات
الوعلانانيات أو الكوملينانيات (الاسم العلمي: Commelinidae) هي صنف نباتي يتبع طائفة أحاديات الفلقة من صف الكاسيات البذور.

## طبقات الوعلانانيات
- وعلاناوايات
- قبأوايات
- زنجبيلاوايات
- بروميلياوايات

## رتب الوعلانانيات
- وعلانيات
- فوفليات
- قبئيات
- زنجبيليات
- Dasypogonaceae فصيلة بدون رتبة